# 노비예 체료무스키역
노비예 체료무스키 역(러시아어: Новые Черёмушки)은 모스크바 지하철 칼루시스코 리시스카야 선의 역이다. 1962년 10월 13일에 개장하였다.

## 디자인
노비예 체료무스키 역은 3칸짜리 표준 기둥 디자인에 따라 제작되었으며, 적갈색 타일의 두 가로 줄무늬가 있는 분홍빛 대리석과 타일 벽면을 마주한 기둥을 특징으로 한다.

## 지리
노비예 체료무스키 역의 출입구는 가리발디 거리와 교차하는 프로프소유즈나야 거리에 있다.

## 같이 보기
- (러시아어) 노비예 체료무스키 역 설명
- (러시아어) metro.ru
- (러시아어) news.metro.ru
- (러시아어) metrowalks.com/ru 보관됨 2019-09-16 - 웨이백 머신